# Micrurus diana
Micrurus diana é uma espécie de cobra-coral, um elapídeo do gênero Micrurus. É uma coral tricolor de médio porte, medindo entre 60 e 80 cm de comprimento. Apresenta de 9 a 11 tríades de anéis pretos delimitados por linhas brancas, alternados por anéis vermelhos. É uma espécie incluída no "complexo específico" de Micrurus frontalis. É encontrada em regiões isoladas do leste da Bolívia e provavelmente no Brasil.